# 蒙戈州

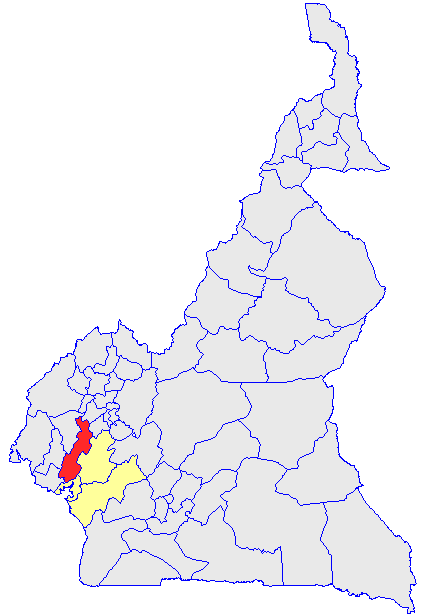

蒙戈州（法語：Moungo）是喀麥隆的58個州份之一，位於該國西部，由濱海區負責管轄，東面是恩卡姆州，面積3,723平方公里，2001年人口452,722，人口密度每平方公里121.6人。